# 85 mm armata przeciwlotnicza wz. 1939 (52-K)
85 mm armata przeciwlotnicza wz.1939 (52-K, KS-12) (ros. 85-мм зенитная пушка образца 1939 года, 52-К) – holowana armata przeciwlotnicza konstrukcji radzieckiej.
Armata została opracowana przez zespół konstruktorów pod kierunkiem Ł.W. Ljuliewa. Armata stanowiła modyfikację konstrukcji armaty przeciwlotniczej 76,2 mm wz. 1938, będącej ulepszeniem armaty 76,2 mm wz. 1931 (3-K), opracowanej według dokumentacji niemieckiej firmy Rheinmetall. Do strzelania stosuje się naboje scalone z pociskiem odłamkowym o masie 9,54 kg, przeciwpancerno-smugowym o masie 9,2 kg i przeciwpancerno-smugowo-podkalibrowym o masie 4,99 kg.
W chwili ataku niemieckiego 22 czerwca 1941 r. Armia Czerwona miała 2630 takich armat, ich produkcja była następnie kontynuowana.